# Luis Caffarelli

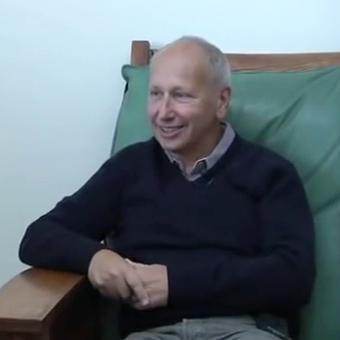
Luis Caffarelli

Luis Angel Caffarelli (* 8. Dezember 1948 in Buenos Aires) ist ein US-amerikanisch-argentinischer Mathematiker, der sich mit partiellen Differentialgleichungen beschäftigt.

## Leben
Caffarelli studierte an der Universität von Buenos Aires, wo er 1968 seinen Master-Abschluss machte und 1972 bei Calixto Calderón promoviert wurde. Danach war er an der University of Minnesota, wo er 1975 Assistant Professor, 1977 Associate Professor und von 1979 bis 1983 Professor war. Gleichzeitig war er 1980 bis 1982 Professor am Courant Institute of Mathematical Sciences of New York University. 1983 bis 1986 war er Professor an der University of Chicago und 1986 bis 1996 am Institute for Advanced Study. 1994 bis 1997 war er wieder Professor am Courant Institute, und seit 1997 ist er Professor an der University of Texas at Austin (Abteilung Computational Engineering and Sciences).
Caffarelli beschäftigte sich insbesondere mit freien Randwertproblemen nichtlinearer partieller Differentialgleichungen. Die Ränder, auf denen die Randbedingungen für die Lösung der Differentialgleichungsprobleme vorgegeben werden, sind dabei veränderlich (ein Beispiel ist die Beschreibung des Zufrierens eines Sees mit partiellen Differentialgleichungen). Er ist auch bekannt für seine Untersuchungen zu speziellen nichtlinearen partiellen Differentialgleichungen, wie der Monge-Ampère-Gleichung (zusammen mit Louis Nirenberg, Joel Spruck und Joseph Kohn) oder partiellen Differentialgleichungen für Strömungen in porösen Medien (wichtig und mit großem finanziellen Aufwand untersucht in der Erdölförderung). Er führte dazu ab 1990 die Viskositätslösungen ein. Mit Nirenberg und Robert V. Kohn bewies er 1982 Regularitätssätze über die Lösung der Navier-Stokes-Gleichungen (Satz von Caffarelli-Kohn-Nirenberg).
Mit Michail Feldman und Robert McCann gab er 2002 einen konstruktiven Beweis eines Transport-Problems von Monge, das zuerst V. Sudakov 1976 löste.
Caffarelli hat sowohl die argentinische als auch die US-amerikanische Staatsbürgerschaft. Er ist Mitglied der American Academy of Arts and Sciences (seit 1986), der National Academy of Sciences (seit 1991), der päpstlichen und argentinischen Akademie der Wissenschaften und der Accademia dei Lincei. Er ist Fellow der American Mathematical Society. Caffarelli ist Ehrendoktor der Universitäten von Madrid, San Luis, La Plata und der École normale supérieure. 1982 erhielt er den Stampacchia-Preis und 1984 den Bôcher Memorial Prize. 1985 war er Guggenheim Fellow. Er war Invited Speaker auf dem Internationalen Mathematikerkongress in Warschau 1983 (Variational problems with free boundaries) und in Peking 2002 (Plenarvortrag: Nonlinear elliptic theory and the Monge-Ampere-Equation). 2005 erhielt er den Rolf-Schock-Preis, im Jahre 2009 wurde er mit dem Leroy P. Steele Prize for Lifetime Achievement ausgezeichnet und 2014 mit dem für Seminal Contribution to Research für seine Arbeit mit Nirenberg und Kohn 1982. Er erhielt 2012 den Wolf-Preis in Mathematik zugesprochen, 2018 den Shaw Prize in Mathematik und 2023 den Abel-Preis.
Zu seinen Doktoranden zählt Ovidiu Savin.
Caffarelli ist verheiratet mit der Mathematikerin Irene Gamba.

## Schriften
- mit Cabré: Fully Nonlinear Elliptic Equations. American Mathematical Society, 1995, ISBN 0-8218-0437-5.
- mit Salsa: Geometric Approach to Free Boundary Problems. American Mathematical Society, 2005, ISBN 0-8218-3784-2.